# HMS Venturer (P68)
Pour les autres navires du même nom, voir HMS Venturer.
Le HMS Venturer (P68) est un sous-marin britannique de classe V commandé par le commandant Jimmy Launders (en) qui torpilla et coula le 9 février 1945 le U-864, sous-marin allemand de type IX commandé par le capitaine Ralf-Reimar Wolfram (en) qui devait rejoindre le Japon dans le cadre de l'opération Caesar. 
Le HMS Venturer est le seul sous-marin à avoir coulé un autre sous-marin en plongée. Après plusieurs heures de traque interminable en immersion, et en s'aidant uniquement de ses hydrophones pour repérer l'U-864, les Britanniques ont tiré presque à "l'aveuglette" une salve de quatre torpilles à 17 secondes d'intervalle, dont l'une toucha le sous-marin allemand et le coula.
André Blasin était un officier belge qui a terminé la guerre à bord de ce sous marin.